# .edu
.edu un dominio di primo livello generico, dedicato all'istruzione superiore. È uno dei sette domini di primo livelli generici definiti nel 1985.
Dall'ottobre 2001 il dominio è amministrato dall'associazione non profit EDUCASE, dietro mandato del Dipartimento del commercio degli Stati Uniti d'America.
Il dominio è riservato ad istituzioni scolastiche statunitensi o che hanno ricevuto l'accredito da parte del Dipartimento dell'istruzione degli Stati Uniti d'America.
Nonostante le restrizioni, il Dipartimento dell'istruzione ha evidenziato l'utilizzo del dominio .edu per fabbriche di titoli. Durante la gestione di Network Solutions sono stati registrati domini quali "australia.edu" e "jedi.edu", nonostante non rispettassero i requisiti.